# Quercus ithaburensis macrolepis
La quercia vallonea (Quercus ithaburensis subsp. macrolepis (Kotschy) Hedge & Yalt.) è un albero appartenente alla famiglia Fagaceae, diffusa nel bacino del Mediterraneo.

## Descrizione

Silhouette della foglia

È un albero alto fino a 15 (25) m, con rami divaricati che vanno a formare una chioma globosa, rametti giallo-bruni da giovani, poi glabri, lisci e grigi.
Ha fiori monoici che fioriscono nel mese di aprile.
Il frutto è una ghianda solitaria o in gruppi di 2-3, grande 4 x 2 cm, che matura il secondo anno ed è protetta da una cupola semisferica con larghe squame.

## Distribuzione e habitat
È una specie presente nel Mediterraneo orientale, nei Balcani, nelle Isole greche e in Asia minore.
In Italia si trova in Puglia e più precisamente nel Salento, principalmente in provincia di Lecce, e meno in quella di Brindisi. È presente anche in Basilicata, in provincia di Matera, presso il Parco della Murgia Materana.

## Esemplari monumentali
A Tricase si trova una quercia vallonea di ragguardevoli dimensioni, nota come quercia dei 100 cavalieri, dell'età stimata di circa 900 anni. Inoltre, sempre a Tricase è presente un altro esemplare di circa 400 anni, il cui tronco supera i 310 cm di circonferenza e la cui chioma raggiunge i 20 m di diametro (39.919767°N 18.368045°E).
Altro esemplare storico risalente al 1600 è presente a Santa Cesarea Terme in una proprietà privata. A Cocumola vi è un esemplare nel giardino del palazzo baronale di circa 400 anni. A Corigliano d'Otranto si può ammirare un esemplare spettacolare con una chioma di 20 metri ed un'altezza di circa 15 metri. Un altro esemplare di quercia vallonea si trova a Taurisano davanti alla chiesetta del Crocefisso in Via Emile Namer e un'altra, molto piccola, si trova vicino a Gallipoli sulla strada per Alezio (40.058315°N 18.019608°E).

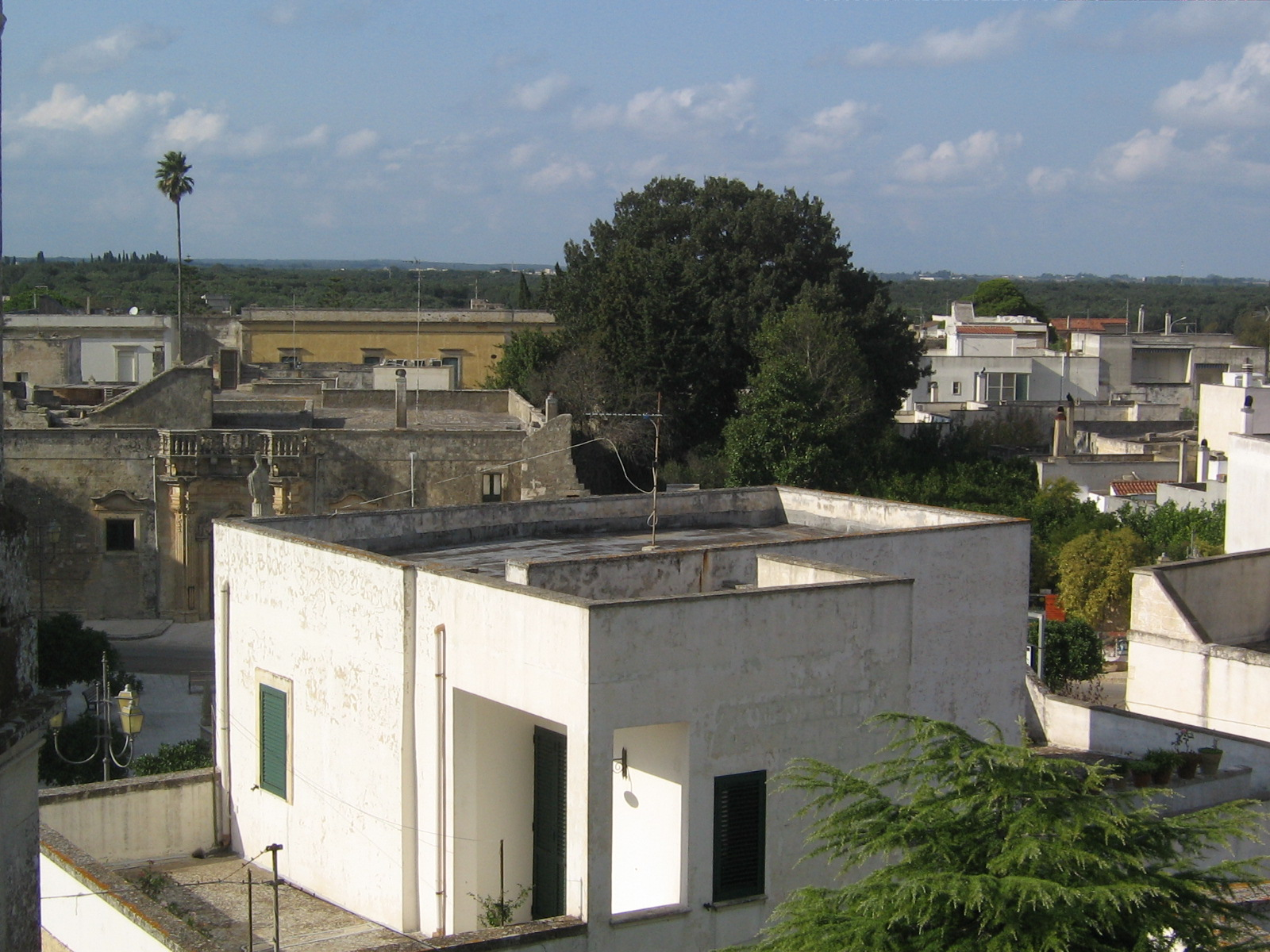
La quercia vallonea di Cocumola

Si ipotizza che tali piante siano state importate dai monaci basiliani giunti nel sud d'Italia e nel Salento e che il suo nome derivi da Valona, città dell’attuale Albania, regione dove tali piante abbondano.
Oggi in Italia sono presenti poche centinaia di esemplari, che formano a volte dei boschetti. In passato la polvere estratta dalle ghiande della pianta era utilizzata nella concia delle pelli in quanto contenenti buone quantità di tannino.
(Ferdinando Maria Orlandi, Dell'Arte del Pelacane, e della Valonea, che si ritrae in Tricase ne Salentini, e degli Marocchini, che quivi stesso si preparano, Presso Gaetano Raimondi, Napoli, MDCCXCIV, pp. 33-34.)